# Luís de Góis
Luís de Góis foi colono no Brasil e jesuíta na Índia. Era irmão do capitão-mor Pero de Góis.
Em 1535 ele levou o tabaco para o Jardim Botânico de Lisboa, que foram subtraídas pelo  diplomata e intelectual francês Jean Nicot de Villemain, 
Intrigado pelos efeitos do tabaco que lhe foram mostrados por Damião de Góis, enviou algumas folhas à rainha Catarina de Médicis, na esperança de curar as enxaquecas. A Rainha ficou viciada no efeito da erva e seu vício tornou-se moda, portanto podemos dizer que Luís Góis foi o maior responsável por introduzir o vício do tabaco no mundo. 
Segundo o padre Serafim Leite em «Novas Cartas Jesuíticas», 1940, página 38, carta do padre Manuel da Nóbrega escrita em 1553 ao padre mestre Simão Rodrigues, diz: «Luís de Gois, irmão de Pedro de Gois, fez aqui um grande movimento de si e em fervor de espírito fizeram os votos da Companhia ele e sua mulher, estando para tomar o Senhor.
Determinaram desembaraçar-se e ela, que é já de dias, servir Nosso Senhor num mosteiro ou como nós lhe ordenarmos,  e ele pedir que o recolhamos. Não sei o que o tempo nisto mostrará. Dele recebeu sempre esta casa muita caridade; parece-me que lhe temos muita obrigação de o ajudar a salvar.»
Em sua homenagem foi batizada a rua Luís Góis no bairro de Vila Mariana em São Paulo.